# Zygmunt
Zygmunt ist ein polnischer Vorname, der auch als Familienname vorkommt.

## Herkunft und Bedeutung
Zygmunt ist die polnische Form des männlichen Vornamens Siegmund.

## Namensträger

### Vorname
- Zygmunt Bauman (1925–2017), polnisch-britischer Soziologe und Philosoph
- Zygmunt Berling (1896–1980), polnischer General und Politiker
- Zygmunt Wilhelm Birnbaum (1903-200), ein polnisch-amerikanischer Mathematiker
- Zygmunt Bocheński (1935–2009), polnischer Wirbeltier-Paläontologe und Ornithologe
- Zygmunt Choreń (* 1941), polnischer Schiffbauingenieur und Unternehmer
- Zygmunt Chychła (1926–2009), deutsch-polnischer Boxer
- Zygmunt Szczęsny Feliński (1822–1895), polnischer Geistlicher, Erzbischof von Warschau
- Zygmunt Gloger (1845–1910), polnischer Historiker, Archäologe, Ethnograph und Heimatforscher
- Zygmunt Haupt (1907–1975), polnischer Maler, Schriftsteller und Architekt
- Zygmunt Hübner (1930–1989), polnischer Theaterregisseur und Intendant
- Zygmunt Idzikowski (1884–1911), polnischer Lyriker
- Zygmunt Iwicki (1930–2024), polnisch-Schweizer römisch-katholischer Geistlicher, Pädagoge, Kunsthistoriker und Historiker
- Zygmunt Janiszewski (1888–1920), polnischer Mathematiker
- Zygmunt Kalinowski (* 1949), polnischer Fußballspieler
- Zygmunt Kamiński (1933–2010), polnischer Geistlicher, Erzbischof von Stettin-Cammin
- Zygmunt Klemensiewicz (1886–1963), polnischer Physiker, Physikochemiker und Bergsteiger
- Zygmunt Komorowski (1925–1992), polnischer Afrikawissenschaftler, Soziologe, Anthropologe und Dichter
- Zygmunt Konieczny (* 1937), polnischer Komponist
- Zygmunt Krasiński (1812–1859), polnischer Dichter und Dramatiker
- Zygmunt Krauze (* 1938), polnischer Komponist und Pianist
- Zygmunt Kubiak (1929–2004), polnischer Literaturhistoriker, Literaturkritiker, Essayist und Übersetzer
- Zygmunt Kuźwa (1904–1944), polnischer Theologe und Widerstandskämpfer
- Zygmunt Laskowski (1841–1928), französisch-polnischer Mediziner und Hochschullehrer
- Zygmunt Ławrynowicz (1925–1987), polnischer Lyriker
- Zygmunt Maciejewski (1914–1999), polnischer Schauspieler
- Zygmunt Malanowicz (1938–2021), polnischer Schauspieler, Filmregisseur und Drehbuchautor
- Zygmunt Miłoszewski (* 1976), polnischer Schriftsteller und Journalist
- Zygmunt Miłkowski (1824–1915), polnischer Schriftsteller und Politiker
- Zygmunt Mineyko (1840–1925), ein polnisch-griechischer Ingenieur, Politiker und Amateurarchäologe
- Zygmunt Modzelewski (1900–1954), polnischer Politiker und Ökonom
- Zygmunt Muchniewski (1896–1979), polnischer Politiker
- Zygmunt Mycielski (1907–1987), polnischer Komponist
- Zygmunt Noskowski (1846–1909), polnischer Komponist, Dirigent und Musikpädagoge
- Zygmunt Pawlas (1930–2001), polnischer Säbelfechter
- Zygmunt Józef Pawłowicz (1927–2010), polnischer Geistlicher, Weihbischof in Danzig
- Zygmunt Pioch (* 1939), polnischer Schachspieler
- Zygmunt A. Piotrowski (1904–1985), polnisch-amerikanischer Psychologe
- Zygmund Przemyslaw Rondomanski (1908–2000), US-amerikanischer Komponist und Cellist
- Zygmunt Puławski (1901–1931), polnischer Flugzeugkonstrukteur und Pilot
- Zygmunt Sidorowicz (1846–1881), österreichischer Landschafts- und Porträtmaler
- Zygmunt Skwirczyński (1868–1938), polnischer Karikaturist
- Zygmunt Steuermann (* 1899; † 1941 oder 1943), polnischer Fußballnationalspieler, Opfer des Holocaust
- Zygmunt Szczotkowski (1877–1943), polnischer Bergingenieur und Bergwerksdirektor
- Zygmunt Vogel (1764–1826), polnischer Maler, Zeichner und Pädagoge des Klassizismus
- Zygmunt Waliszewski (1897–1936), polnischer Maler
- Zygmunt Wiśniewski (1916–1992), polnischer Radrennfahrer
- Zygmunt Wojciechowski (1900–1955), polnischer Historiker
- Zygmunt Wróblewski (1845–1888), polnischer Chemiker und Physiker
- Zygmunt Zimowski (1949–2016), polnischer Kurienerzbischof der römisch-katholischen Kirche

### Familienname
- Marek Zygmunt (Politiker) (1872–1931), polnischer Jurist und Politiker
- Marek Zygmunt (Mediziner) (Marek Tadeusz Zygmunt; * 1965/1966), deutscher Gynäkologe
- Paweł Zygmunt (Eisschnellläufer) (* 1972), polnischer Eisschnellläufer
- Paweł Zygmunt (Eishockeyspieler) (* 1999), polnischer Eishockeyspieler